# (Bis(trifluoracetoxy)iod)benzol
[Bis(trifluoracetoxy)iod]benzol oder Phenyliod(III)bis(trifluoracetat) (abgekürzt PIFA) ist eine organische Verbindung, aus der Gruppe der hypervalenten Iodverbindungen. Formal handelt es sich um ein Derivat des Iodbenzols. Es wird als Reagenz in der organischen Synthese eingesetzt.

## Herstellung
PIFA wird durch Umsetzung von Iodbenzoldichlorid mit Silbertrifluoracetat hergestellt. Eine Alternative ist die direkte Umsetzung von Benzol mit Iodtris(trifluoracetat).

## Reaktionen und Verwendung
PIFA wird als Reagenz in der Hofmann-Umlagerung bei der Herstellung von Aminen aus den Amiden unter Verlust eines Kohlenstoff-Atoms benutzt.

## Externe Links zu erwähnten Verbindungen
1. ↑  Externe Identifikatoren von bzw. Datenbank-Links zu Iodtris(trifluoracetat):  CAS-Nr.: 14353-86-7, EG-Nr.: 238-315-2, ECHA-InfoCard: 100.034.817, PubChem: 84382, Wikidata: Q83031128.